# Lienardia ecprepes
Lienardia ecprepes é uma espécie de gastrópode do gênero Lienardia, pertencente a família Clathurellidae.